# Chikkaladinni, Hukeri
Chikkaladinni là một làng thuộc tehsil Hukeri, huyện Belgaum, bang Karnataka, Ấn Độ.